# Indice de méthane

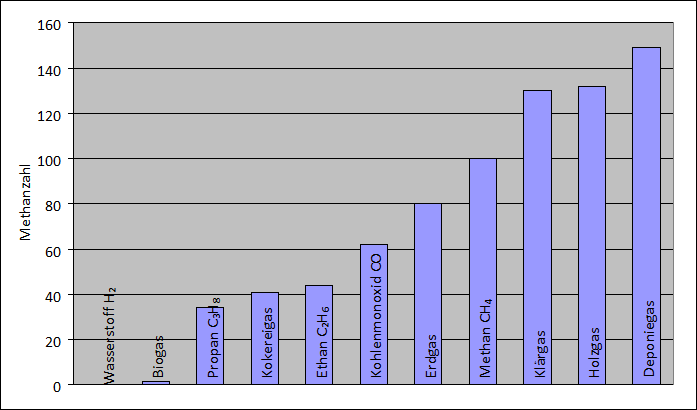
Indice de méthane de différents gaz

L'indice de méthane (MN pour methan number en anglais) est une mesure de la résistance d'un gaz combustible au cliquetis lors de la combustion de mélanges gazeux, comparable à l'indice d'octane et à l'indice de cétane. 
Le méthane pur possède une haute résistance au cliquetis et a par convention un MN de 100 alors que l'hydrogène pur, sensible au cliquetis, a un MN de 0.
Le MN d'un mélange gazeux indique sa résistance au cliquetis en prenant comme référence un mélange équivalent de méthane et d'hydrogène. Ainsi un MN de 80 d'un mélange gazeux signifie qu'il possède la même résistance au cliquetis qu'un mélange de comparaison composé de 80 % de méthane et 20 % d'hydrogène (en volume).
Plus l'indice de méthane est bas, plus la résistance au cliquetis est faible, ce qui augmente le risque de combustion spontanée et de cliquetis du moteur.
La méthode de mesure du MN nécessite un rapport de mélange de {\displaystyle \lambda } = 1 dans le moteur de test.
| Gaz             | CH4   | H2 | C2H6 | C3H8 | C4H10 | CO | CO2   | N2  | O2  | H2O | Traces   |
| --------------- | ----- | -- | ---- | ---- | ----- | -- | ----- | --- | --- | --- | -------- |
| Gaz naturel     | 88,5  |    | 4,7  | 1,6  | 0,2   |    |       | 5   |     |     |          |
| Gaz des marais  | 60    | 3  |      |      |       |    | 32    | 5   |     |     |          |
| Gaz de décharge | 50    |    |      |      |       |    | 40    | 9   | 1   |     |          |
| Gaz de cokerie  | 31    | 55 |      |      |       | 8  | 1,2   | 3,8 | 1   |     |          |
| Gaz de bois     | 3     | 7  | 2    |      |       | 17 | 15    | 56  |     |     |          |
| Biogaz          | 50-75 | <1 |      |      |       |    | 25-45 | 1   | 0,3 | 2-7 | NH3, H2S |

Pour les mélanges gazeux à trois composants, l'indice de méthane peut être lu sur des diagrammes triangulaires, par exemple pour les gaz des marais, composés de méthane, de dioxyde de carbone et d'azote.
L'indice de méthane peut également être déterminé mathématiquement, et divers programmes informatiques le calculent.
Gaz naturel : MN > 80 ; Propane : MN = 35 ; Gaz de décharge : MN > 100